# Walter Kingsford
Walter Kingsford  (* 20. September 1881 in Redhill, England; † 2. Februar 1958 in Hollywood, Kalifornien) war ein britischer Schauspieler.

## Leben und Karriere
Walter Kingsford arbeitete zunächst in London am Theater und ging später in die Vereinigten Staaten. Wegen seiner geringen Größe kaum ein Hauptdarsteller, konnte er sich als Nebendarsteller zu Stars wie John Barrymore, Ethel Barrymore und Fay Bainter am Theater profilieren. Zwischen 1912 und 1946 spielte der Charakterdarsteller in fast 40 Produktionen am Broadway. Wie viele andere Theaterschauspieler kam er erst mit dem Durchbruch des Tonfilmes Ende der 1920er-Jahre zum Film. Seinen ersten Film Outward Bound drehte er 1930, doch erst ab Mitte der 1930er-Jahre spielte er regelmäßig in Hollywood-Produktionen. 
Im Laufe seiner Karriere war er in über 110 Filmen und mehr als 30 Fernsehserien zu sehen, dabei verkörperte der vielbeschäftigte Brite besonders häufig hochgestellte, oft strenge oder nicht unbedingt sympathische Autoritätsfiguren. Mehrfach spielte er im Laufe seiner Karriere Ärzte, Juristen, Aristokraten, Offiziere, Polizeikommissare und Universitätsdekane. In der populären Dr. Kildare-Filmreihe war er zwischen 1938 und 1945 in insgesamt 15 Filmen als arrogant wirkender Krankenhausleiter Dr. Walter Carew zu sehen. Eine weitere Spezialität von Kingsford war die Verkörperung von historischen Persönlichkeiten, so verkörperte er beispielsweise Napoleon III. in gleich zwei Filmen. Weiterhin verkörperte er den ersten US-Präsidenten George Washington, den österreichischen Staatskanzler Prinz Metternich sowie Franz von Papen (in dem Anti-Nazi-Streifen The Hitler Gang). Mit Das Leben des Emile Zola und In 80 Tagen um die Welt trat er in zwei Filmen auf, die den Oscar als Bester Film erhielten.
Gegen Ende seines Lebens war Kingsford regelmäßig im aufkommenden Fernsehen zu sehen, darunter in fünf Folgen von Alfred Hitchcock Presents und in sechs Folgen von Science Fiction Theatre. Er starb 1958 im Alter von 76 Jahren in Hollywood, nachdem er bis in sein Todesjahr als Schauspieler gearbeitet hatte. Kingsford war aus seiner ersten Ehe Vater eines Sohnes, Guy Kingsford (1911–1986), der zeitweise ebenfalls als Schauspieler arbeitete. In zweiter Ehe war er von 1928 bis zu ihrem Tod 1950 mit Alison Bradshaw verheiratet.

## Filmografie (Auswahl)
- 1922: Sherlock Holmes
- 1930: Outward Bound
- 1934: Jagd nach dem Glück (The Pursuit of Happiness)
- 1935: Tolle Marietta (Naughty Marietta)
- 1935: Mädchen in Shanghai (Shanghai)
- 1935: I Found Stella Parrish (I Found Stella Parish)
- 1935: Flucht aus Paris (A Tale of Two Cities)
- 1935: Tödliche Strahlen (The Invisible Ray)
- 1936: Louis Pasteur (The Story of Louis Pasteur)
- 1936: Der kleine Lord (Little Lord Fauntleroy)
- 1936: Ein rastloses Leben (Anthony Adverse)
- 1936: Meet Nero Wolfe
- 1936: Trouble for Two
- 1937: Der Mord im Nebel (Bulldog Drummond Escapes)
- 1937: Stolen Holiday
- 1937: Maienzeit (Maytime)
- 1937: Manuel (Captains Courageous)
- 1937: Das Leben des Emile Zola (The Life of Emile Zola)
- 1938: Drei Männer im Paradies (Paradise for Three)
- 1938: Der Lausbub aus Amerika (A Yank at Oxford)
- 1938: There’s Always a Woman
- 1938: Lord Jeff
- 1938: Gauner mit Herz (The Young in Heart)
- 1938: Algiers
- 1938: Sorgenfrei durch Dr. Flagg – Carefree (Carefree)
- 1938: Wenn ich König wär (If I Were King)
- 1938–1945: Dr.-Kildare- bzw. Dr.-Gillespie-Filmreihe
  - 1938: Dr. Kildare: Sein erster Fall (Young Dr. Kildare)
  - 1939: Dr. Kildare: Unter Verdacht (Calling Dr. Kildare)
  - 1939: Dr. Kildare: Das Geheimnis (The Secret of Dr. Kildare)
  - 1940: Dr. Kildare: Auf Messers Schneide (Dr. Kildare’s Strange Case)
  - 1940: Dr. Kildare: Die Heimkehr (Dr. Kildare Goes Home)
  - 1940: Dr. Kildare: Verhängnisvolle Diagnose (Dr. Kildare’s Crisis)
  - 1941: Dr. Kildare: Vor Gericht (The People vs. Dr. Kildare)
  - 1941: Dr. Kildare: Der Hochzeitstag (Dr. Kildare’s Wedding Day)
  - 1942: Dr. Kildare’s Victory
  - 1942: Calling Dr. Gillespie
  - 1942: Dr. Gillespie’s New Assistant
  - 1943: Dr. Gillespie’s Criminal Case
  - 1944: Three Men in White
  - 1945: Between Two Women
- 1939: Juarez
- 1939: Der Mann mit der eisernen Maske (The Man in the Iron Mask)
- 1939: Nicht schwindeln, Liebling (Dancing Co-Ed)
- 1940: Glückspilze (Lucky Partners)
- 1940: Ein Mann mit Phantasie (A Dispatch from Reuter’s)
- 1940: Fräulein Kitty (Kitty Foyle)
- 1941: Mary und der Millionär (The Devil and Miss Jones)
- 1941: Blutrache (The Corsican Brothers)
- 1941: Tödlicher Pakt (Unholy Partners)
- 1941: H.M. Pulham, Esq. (H. M. Pulham)
- 1942: Geliebte Spionin (My Favorite Blonde)
- 1942: Schatten am Fenster (Fingers at the Window)
- 1943: Auf ewig und drei Tage (Forever and a Day)
- 1943: Flucht in die Freiheit (Flight for Freedom)
- 1943: Hi Diddle Diddle
- 1944: The Hitler Gang
- 1944: Das Leben der Mrs. Skeffington (Mr. Skeffington)
- 1948: Schwarze Pfeile (The Black Arrow)
- 1948: Die bronzene Göttin (The Velvet Touch)
- 1949: Sturmflug (Slattery’s Hurricane)
- 1950: Kim – Geheimdienst in Indien (Kim)
- 1950: Experiment Alcatraz
- 1951: Tarzan und die Dschungelgöttin (Tarzan’s Peril)
- 1951: Drei auf Abenteuer (Soldiers Three)
- 1951: Rommel, der Wüstenfuchs (The Desert Fox: The Story of Rommel)
- 1951: My Forbidden Past
- 1952: Der Brigant (The Brigand)
- 1952: Sein Freund, der Lederstrumpf (The Pathfinder)
- 1954: Der Schürzenjäger von Venedig (Casanova’s Big Night)
- 1956: I Love Lucy (Fernsehserie, Folge 5x16)
- 1956: In 80 Tagen um die Welt (Around the World in 80 Days)
- 1956–1957: Alfred Hitchcock präsentiert (Alfred Hitchcock Presents, Fernsehserie, 4 Folgen)
- 1957: Suspicion (Fernsehserie, Folge 1x10)
- 1958: König der Spaßmacher (Merry Andrew)